# Eoraptor
Eoraptor („Jitřní lupič“) byl rod jednoho z nejstarších známých neptačích dinosaurů, žijící v období pozdního triasu (asi před 231 miliony let) na území současné Argentiny.

## Popis

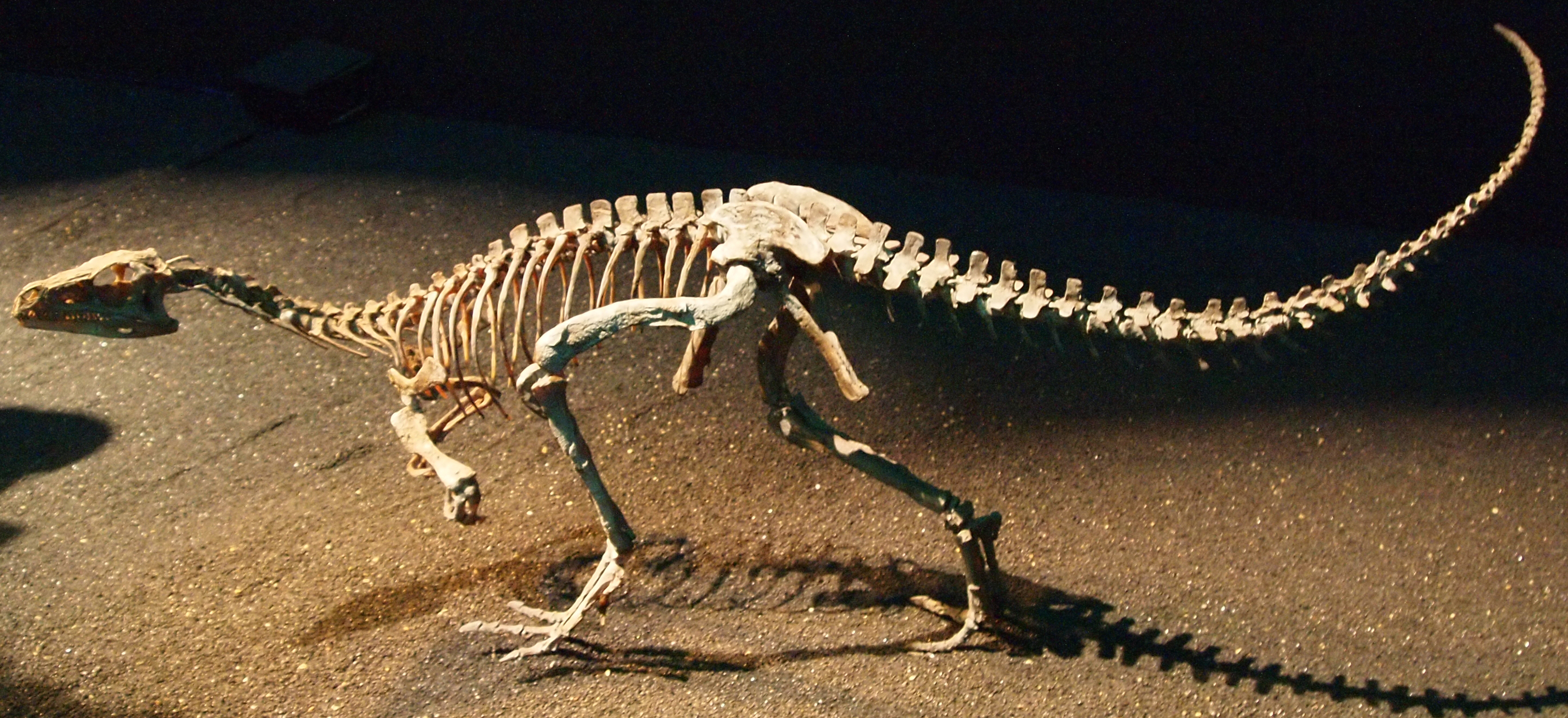
Rekonstruovaná kostra eoraptora.

Eoraptor byl dříve považován za primitivního teropoda, dnes je však spíše považován za vývojově primitivního sauropodomorfa. Vyskytoval se na území dnešní Argentiny před 232 až 225 miliony let (v období pozdního triasu). Paleontologové se dříve shodovali v tom, že Eoraptor mohl být společným předkem všech dinosaurů, to však není příliš pravděpodobné. Je známý podle několika dobře zachovaných jedinců.
Eoraptor byl jen asi 1 metr dlouhý a vážil kolem 10 kg. Byl poměrně rychlý lovec, který se živil menšími obratlovci. Mohl však být i omnivorní (všežravý).

## Objev
Fosilie tohoto archaického dinosaura byly poprvé objeveny roku 1991 americkým paleontologem Paulem Serenem. Formálně byl typový druh E. lunensis popsán roku 1993. Spolu s eoraptorem byl v geologickém souvrství Ischigualasto objeven také další primitivní dravý dinosaurus druhu Herrerasaurus ischigualastensis. Podle kladistických analýz se jedná o velmi bazálního (vývojově primitivního) teropoda nebo dokonce sauropodomorfa (popř. bazálního zástupce plazopánvých dinosaurů).

## Rozměry

Porovnání velikosti eoraptora a člověka.

Tento relativně malý plazopánvý dinosaurus dosahoval maximální délky asi 1,7 metru a hmotnosti kolem 2 nebo spíše 17 kilogramů.